# Perșinari
Perşinari é uma comuna romena localizada no distrito de Dâmboviţa, na região de Muntênia. A comuna possui uma área de 16.79 km² e sua população era de 2962 habitantes segundo o censo de 2007.